# Fusillade du 19 novembre 2022 à Colorado Springs
La fusillade du 19 novembre 2022 à Colorado Springs est survenue vers 23 h 57 dans un bar LGBT nommé Club Q à Colorado Springs, Colorado, aux États-Unis. Cinq personnes sont tuées et vingt-six sont blessées, dont l'attaquant.

## Fusillade
Le tireur fait irruption alors que se déroulait une soirée à l’occasion de la journée du souvenir trans, célébrée internationalement le 20 novembre,. Selon une déclaration du club sur les réseaux sociaux, ce sont « les réactions rapides des clients héroïques qui ont maîtrisé le tireur ». Le club a déclaré qu'il était « dévasté » par l'attaque et a présenté ses condoléances aux victimes et à leurs familles.
Le tireur a été rapidement maîtrisé par un ancien militaire aidé d'une femme trans, tous deux présents dans le bar au moment de l'attaque.

## Victimes
Cinq personnes sont mortes dans l'attaque, : Daniel Aston (un homme trans de 28 ans), Kelly Loving (une femme trans de 40 ans), Raymond Green Vance, Derrick Rump et Ashley Green Paugh. Vingt-cinq autres personnes ont été blessées en plus de l'attaquant,,.

## Suspect
La police de Colorado Springs a déclaré qu'un « suspect est traité, mais est en garde à vue ». Le tireur présumé a été blessé et transporté dans un hôpital local. Celui-ci, Anderson Lee Aldrich (né Nicholas Franklin Brink en 2000) est âgé de 22 ans et, selon une invention de ses avocats, non-binaire,. Cependant, Leslie Bowman, locataire d'un appartement de la mère du suspect, Laura, a déclaré : "Je ne l'ai jamais connu que comme étant il/lui. Laura ne l'a jamais appelé que de cette façon, comme 'mon fils',". Se déclarer non-binaire pourrait être une tentative de faire tomber les charges de "crime haineux" à son encontre. Ses voisins déclarent qu'Aldrich a fait des commentaires haineux envers la communauté LGBTQ, y compris l'utilisation fréquente du mot "fagot" à leur sujet,, et qu'Aldrich n'a jamais mentionné être non-binaire avant la fusillade. Selon TMZ, des amis du tireur se sont également manifestés en disant qu'Aldrich n'a jamais mentionné d'identité non binaire auparavant, suggérant que cela pourrait être un stratagème pour faire échec aux accusations de crimes haineux. Le Daily Dot a rapporté que certains ont mis en doute la sincérité de l'affirmation non binaire d'Aldrich et a noté que "Dans une vidéo d'une arrestation en 2021 obtenue par CNN, Aldrich s'est auto-qualifié comme "homme".
Le 26 juin 2023, Aldrich est condamné à la prison à vie sans droit à la libération conditionnelle. Il reçoit également une peine de 2 211 années de prison,.

## Charges
Après la fusillade, Aldrich est inculpé de dix chefs d'accusation: cinq chefs de meurtre et cinq chefs d'avoir commis un crime de haine causant des lésions corporelles. Un juge du comté d'El Paso autorise le scellement des dossiers d'arrestation antérieurs d'Aldrich, affirmant que la publication des documents pourrait « compromettre l'enquête en cours ». Aldrich comparaît par vidéoconférence depuis la prison du comté d'El Paso le 23 novembre pour une audience au cours de laquelle Aldrich est informé des accusations d'arrestation et des conditions de caution, bien qu'Aldrich soit détenu sans caution. Aldrich est représenté par un avocat commis d'office. Anderson Lee Aldrich est inculpé le mardi 6 décembre 2022 de 305 chefs d'accusation, dont plusieurs pour meurtre. Le parquet fédéral annonce sa mise en examen pour crime homophobe le 16 janvier 2024.

## Incidents antérieurs
Aldrich a déjà été arrêté en juin 2021 après avoir menacé sa mère avec une bombe artisanale, mais aucune charge n'a été retenue contre lui. C'est le petit-fils de Randy Voepel (en), élu à l'Assemblée de l'État de Californie.
Aldrich et Laura Voepel ont eu des conflits avec les passagers et l'équipage lors d'un vol de juillet 2022 de la Californie au Colorado. Ils ont tous deux été accusés d'avoir harcelé d'autres personnes à bord de l'avion et d'en avoir insulté certains avec des insultes racistes. Après le débarquement, Aldrich a été filmé en train de dire à un autre passager: "J'aimerais pouvoir tous vous tirer dessus" et "Vous continuez à me suivre et je vais vous foutre en l'air".